# مهاجرت شهروندان بریتانیا به آلمان
مهاجرت بریتانیایی‌ها به آلمان منجر به شکل‌گیری یک جمعیت قابل‌توجه شده است، به‌طوری که در سال ۲۰۲۱، ۱۶۸,۰۰۰ نفر از شهروندان بریتانیا در آلمان زندگی می‌کردند.
این مهاجرت در چارچوب جنگ جهانی دوم و اشغال متعاقب آلمان توسط متفقین و بعدها با عضویت هر دو کشور در اتحادیه اروپا رخ داده است. علاوه بر این، بریتانیا پس از به سلطنت رسیدن جرج اول در سال ۱۷۱۴، در اتحادی شخصی با انتخابگرنشین هانوفر قرار گرفت. پس از جدایی بریتانیا از اتحادیه اروپا نیز به این تعداد اضافه شد و بخشی از بریتانیای‌های ساکن آلمان با طی کردن فرآیند شهروندی، به عنوان شهروند آلمان پذیرفته شدند.